# Anne Rice
Anne Rice (geboren als Howard Allen O'Brien) (New Orleans (Louisiana), 4 oktober 1941 – Rancho Mirage (Californië), 11 december 2021) was een Amerikaanse schrijfster. Ze schreef gothic novels, christelijke boeken en erotische literatuur, en was de auteur van enkele populaire boekenseries.

## Levensloop
Onder andere The Vampire Chronicles (De vampierkronieken) en The Lives of the Mayfair Witches (De Mayfair-heksen) zijn van haar hand. De boeken zijn van het mystery-horrorgenre, met in De vampierkronieken als belangrijkste hoofdpersoon de vampier Lestat en in De Mayfair-heksen de geest/Taltos Lasher. De vampierkronieken gaan over de avonturen van Lestat en andere vampiers; De Mayfair-heksen gaan over de geest Lasher, die via dertien generaties Mayfair-heksen probeert om een lichaam te verkrijgen en die uiteindelijk doorkomt als een Taltos, een superras.
De boeken Interview with the Vampire en Queen of the Damned zijn verfilmd; The Vampire Lestat heeft tot een musical op Broadway geleid en van The Lifes of the Mayfair Witches en The Mummy or Ramses the Damned is  een miniserie gemaakt.
Rice is eind jaren negentig teruggekeerd tot het rooms-katholieke geloof van haar jeugd, maar ze heeft nooit afstand genomen van haar vroegere boeken over vampiers, heksen en demonen. Later schreef ze christelijke boeken. In 2005 kwam Christ the Lord: Out of Egypt uit, het eerste deel uit een trilogie over het leven van Jezus. Dit boek werd gevolgd door Christ the Lord: The Road to Cana, dat in 2008 uitkwam. Het derde deel, Christ the Lord: Kingdom of Heaven, en een nog niet aangekondigd vierde deel werd uitgesteld omdat Rice zich in 2010 weer van het geloof had afgekeerd. In een verklaring zei ze dat ze nog wel in Jezus geloofde, maar dat ze zich niet meer kon verenigen met de standpunten van het Vaticaan. Ze heeft altijd moeite gehad met de standpunten van de Kerk ten opzichte van homoseksualiteit en het feminisme. Uiteindelijk heeft dit tot een breuk geleid tussen Rice en de Kerk.
Rice overleed op 80-jarige leeftijd in een ziekenhuis in Rancho Mirage. Ze overleed aan complicaties ten gevolge van een beroerte.

## Diversen
- In 1961 getrouwd met Stan Rice (overleden aan een hersentumor in 2002).
- In 1966 kregen ze een dochter Michele, die op vijfjarige leeftijd overleed aan leukemie.
- In 1978 kregen ze een zoon, Christopher, die ook een bekende schrijver is.
- In 1998 gediagnosticeerd met type 1 diabetes.

- Bibsys: 90801795
- Biblioteca Nacional de Chile: 000292148
- Biblioteca Nacional de España: XX1044849
- Bibliothèque nationale de France: cb11921826d (data)
- Catàleg d'autoritats de noms i títols de Catalunya: 981058519983406706
- CiNii: DA0577293X
- Gemeinsame Normdatei: 119201909
- International Standard Name Identifier: 0000 0001 2147 991X
- Library of Congress Control Number: n79068491
- Nationale Bibliotheek van Letland: 000017148
- MusicBrainz: 1d12a433-eb52-4bd9-b3a9-785c83e1a545
- Bibliotheek van het Japanse parlement: 00454097
- Nationale Bibliotheek van Tsjechië: jn19990006996
- Nationale bibliotheek van Australië: 35450371
- Nationale Bibliotheek van Israël: 987007310034005171
- Nationale Bibliotheek van Polen: a0000001163061
- Nationale en Universitaire bibliotheek Zagreb: 000102985
- Nederlandse Thesaurus van Auteursnamen: 069088403
- Réseau des bibliothèques de Suisse occidentale: 02-A003742947
- Istituto Centrale per il Catalogo Unico: CFIV035224
- LIBRIS: 222427
- SNAC: w6gb29p2
- Système universitaire de documentation: 027098354
- Trove: 957267
- Virtual International Authority File: 111989334
- WorldCat: E39PBJt3X6tdfTFVQ7YP8GRR8C